# Snowtrooper
En el universo de Star Wars o La guerra de las galaxias, los soldados de nieve, snowtroopers o Fuerza Ventisca son soldados de asalto pertenecientes al Imperio Galáctico, especializados en afrontar climas helados en mundos donde abunda el hielo y nieve, como Hoth o Mygeeto.
Un grupo de soldados de nieve, un auténtico cuerpo de élite del ejército imperial, asaltaron la base Echo de la Alianza Rebelde en el gélido planeta Hoth, al mando del General Veers. El propio Darth Vader lideró el asalto, pero los rebeldes lograron escapar.
En cuanto a esta batalla, el equipo especial que invadió la base recibía el nombre de Fuerza Ventisca. Estos se entrenaban para trabajar en tándem con los cuadrípodos AT-AT. No son técnicas nada furtivas: eran entrenados para golpear rápido y fuerte como la ventisca, para aplastar toda oposición.
Una de las unidades más extrañas que hay de soldados de nieve son los soldados de hielo, los cuales son soldados de nieve montados en tauntauns. Esta unidad es escasa debido a que el Imperio Galáctico solo los usa para misiones muy especializadas.

## Vestimenta
Los soldados de las nieves iban con traje negro ajustado termorregulado de dos piezas, típico de los stormtroopers, recubierto por una armadura compuesta por 18 elementos, dotada de dispositivos adaptados para mantener el calor y para soportar el entorno, recubierta a su vez por una capa hermética que ofrecía una protección suplementaria contra el frío. Llevaban además una máscara pasamontañas para soportar atmósferas extremas, y que les cubría el rostro y la parte superior del torso.
Por último, para el combate, llevaban pistolas y fusiles bláster y dos granadas de impacto, y las unidades más especializadas empleaban blásters pesados de repetición montados sobre trípodes. Además estaban equipados con un cinturón de equipo estándar que contenía un cable de alta tensión, un garfio, balas iónicas, municiones bláster de reservas, un kit de supervivencia y paquetes de comida y agua.
- Datos: Q5474944